# Først Pligten
Først Pligten er en amerikansk stumfilm fra 1914 af Tom Mix.

## Medvirkende
- Tom Mix.
- Goldie Colwell som Alice.
- Leo D. Maloney.
- Roy Watson.